# Llista de monuments d'Olesa de Montserrat
Llista de monuments d'Olesa de Montserrat inclosos en l'Inventari del Patrimoni Arquitectònic de Catalunya per al municipi d'Olesa de Montserrat (Baix Llobregat). Inclou els inscrits en el Registre de Béns Culturals d'Interès Nacional (BCIN) classificats com a monuments històrics i els béns culturals d'interès local (BCIL) de caràcter arquitectònic.
| Monument                                                               | Protecció    | Estil/època                                      | Localització                                                                                         | Coordenades                                          | Codi?         | Imatge |
| ---------------------------------------------------------------------- | ------------ | ------------------------------------------------ | --- | ---------------------------------------------------- | ------------- | --- |
| Castell d'Olesa                                                        | BCIN 1128-MH | Medieval                                         | Olesa de Montserrat Desaparegut. Restes de murs a la pl. Nova                                        | 41° 32′ 44″ N, 1° 53′ 38″ E / 41.545633°N,1.893920°E | RI-51-0005568 | Castell d'Olesa (Olesa de Montserrat) · Vegeu més fotos d'aquest monument · Carregueu una nova foto d'aquest monument                         |
| Castell i església de Sant Pere Sacama                                 | BCIN 1129-MH | Preromànic, romànic X, XI-XII, XVIII             | Olesa de Montserrat Sant Pere Sacama                                                                 | 41° 34′ 05″ N, 1° 54′ 46″ E / 41.568068°N,1.912828°E | RI-51-0005569 | Castell i església de Sant Pere Sacama (Olesa de Montserrat) · Vegeu més fotos d'aquest monument · Carregueu una nova foto d'aquest monument  |
| La Torre del Rellotge                                                  | BCIL 1995    | Obra popular Medieval, XVI                       | Olesa de Montserrat Pl. Nova                                                                         | 41° 32′ 44″ N, 1° 53′ 38″ E / 41.545639°N,1.893833°E | IPA-18678     | La Torre del Rellotge (Olesa de Montserrat) · Vegeu més fotos d'aquest monument · Carregueu una nova foto d'aquest monument                   |
| Ajuntament d'Olesa de Montserrat, abans Hotel Gori                     | BCIL 2017    | Eclecticisme XIX                                 | Olesa de Montserrat Pl. Felix Figueras i Aragay                                                      | 41° 32′ 38″ N, 1° 53′ 29″ E / 41.543977°N,1.891322°E | IPA-18679     | Ajuntament d'Olesa de Montserrat · Vegeu més fotos d'aquest monument · Carregueu una nova foto d'aquest monument                              |
| Escola Municipal d'Arts i Oficis, Xalets de l'Hotel Gori               |              | Modernisme XIX (1899)                            | Olesa de Montserrat Parc municipal                                                                   | 41° 32′ 40″ N, 1° 53′ 29″ E / 41.544497°N,1.891488°E | IPA-18680     | Escola municipal d'Arts i Oficis (Olesa de Montserrat) · Vegeu més fotos d'aquest monument · Carregueu una nova foto d'aquest monument        |
| Teatre d'Olesa, els Salistes                                           | BCIL 2017    | Eclecticisme Josep Ros i Ros XX (1923)           | Olesa de Montserrat C. Anselm Clavé, 171-173                                                         | 41° 32′ 39″ N, 1° 53′ 34″ E / 41.544083°N,1.892771°E | IPA-18681     | Teatre d'Olesa (Olesa de Montserrat) · Vegeu més fotos d'aquest monument · Carregueu una nova foto d'aquest monument                          |
| Mercat municipal                                                       | BCIL 2017    | Noucentisme Jeroni Martorell i Terrats XX (1931) | Olesa de Montserrat Pl. de Catalunya                                                                 | 41° 32′ 34″ N, 1° 53′ 37″ E / 41.542791°N,1.893477°E | IPA-18682     | Mercat municipal (Olesa de Montserrat) · Vegeu més fotos d'aquest monument · Carregueu una nova foto d'aquest monument                        |
| Parc municipal d'Olesa de Montserrat                                   |              | Obra popular XIX Final                           | Olesa de Montserrat                                                                                  | 41° 32′ 39″ N, 1° 53′ 26″ E / 41.544131°N,1.890433°E | IPA-18683     | Parc municipal (Olesa de Montserrat) · Vegeu més fotos d'aquest monument · Carregueu una nova foto d'aquest monument                          |
| Cal Badó Bruixes                                                       |              | Eclecticisme XIX                                 | Olesa de Montserrat C. República Argentina, 3                                                        | 41° 32′ 37″ N, 1° 53′ 28″ E / 41.543694°N,1.891086°E | IPA-18685     | Cal Badó Bruixes (Olesa de Montserrat) · Vegeu més fotos d'aquest monument · Carregueu una nova foto d'aquest monument                        |
| Cal Puigjaner                                                          | BCIL 2017    | Obra popular XVIII                               | Olesa de Montserrat C. Creu Reial, 18                                                                | 41° 32′ 48″ N, 1° 53′ 40″ E / 41.546683°N,1.894465°E | IPA-18686     | Cal Puigjaner (Olesa de Montserrat) · Vegeu més fotos d'aquest monument · Carregueu una nova foto d'aquest monument                           |
| Cal Matas                                                              |              | Eclecticisme XIX                                 | Olesa de Montserrat C. Coscoll, 9                                                                    | 41° 32′ 42″ N, 1° 53′ 34″ E / 41.545001°N,1.892816°E | IPA-18687     | Cal Matas (Olesa de Montserrat) · Vegeu més fotos d'aquest monument · Carregueu una nova foto d'aquest monument                               |
| Cal Bià                                                                |              | Gòtic, obra popular XV                           | Olesa de Montserrat C. Coscoll, 2                                                                    | 41° 32′ 42″ N, 1° 53′ 37″ E / 41.544980°N,1.893499°E | IPA-18688     | Cal Bià (Olesa de Montserrat) · Vegeu més fotos d'aquest monument · Carregueu una nova foto d'aquest monument                                 |
| Habitatge a la plaça Nova, 15                                          |              | Modernisme XX                                    | Olesa de Montserrat Pl. Nova, 15 (enderrocada)                                                       | 41° 32′ 44″ N, 1° 53′ 39″ E / 41.545684°N,1.89409°E  | IPA-18689     | Carregueu una nova foto d'aquest monument |
| Habitatges al carrer Santa Oliva, 57-67                                |              | Obra popular XVIII                               | Olesa de Montserrat C. Santa Oliva, 57-67                                                            | 41° 32′ 50″ N, 1° 53′ 46″ E / 41.547289°N,1.896145°E | IPA-18690     | Habitatges al carrer Santa Oliva, 57-67 (Olesa de Montserrat) · Vegeu més fotos d'aquest monument · Carregueu una nova foto d'aquest monument |
| Habitatge a la plaça Nova, 11                                          |              | Eclecticisme XIX                                 | Olesa de Montserrat Pl. Nova, 10-11                                                                  | 41° 32′ 46″ N, 1° 53′ 38″ E / 41.546°N,1.89379°E     | IPA-18691     | Habitatge a la plaça Nova, 11 (Olesa de Montserrat) · Vegeu més fotos d'aquest monument · Carregueu una nova foto d'aquest monument           |
| Cal Perpinyà                                                           |              | Eclecticisme XIX                                 | Olesa de Montserrat C. Alfons Sala, 33                                                               | 41° 32′ 39″ N, 1° 53′ 34″ E / 41.544072°N,1.892878°E | IPA-18692     | Cal Perpinyà (Olesa de Montserrat) · Vegeu més fotos d'aquest monument · Carregueu una nova foto d'aquest monument                            |
| Hospital Vell, capella de l'antic cementiri                            |              | Obra popular XVIII Final                         | Olesa de Montserrat C. Hospital, 1-3                                                                 | 41° 32′ 46″ N, 1° 53′ 38″ E / 41.546075°N,1.893984°E | IPA-18693     | Hospital Vell (Olesa de Montserrat) · Vegeu més fotos d'aquest monument · Carregueu una nova foto d'aquest monument                           |
| Convent de les Escolàpies                                              | BCIL 2017    | Obra popular XVIII, XX                           | Olesa de Montserrat C. Santa Paula de Montal, 6                                                      | 41° 32′ 43″ N, 1° 53′ 42″ E / 41.54536°N,1.895007°E  | IPA-18694     | Convent de les Escolàpies (Olesa de Montserrat) · Vegeu més fotos d'aquest monument · Carregueu una nova foto d'aquest monument               |
| Església del Convent de les Escolàpies                                 | BCIL 2017    | Historicisme XVIII                               | Olesa de Montserrat C. Santa Paula de Montal, 6                                                      | 41° 32′ 43″ N, 1° 53′ 43″ E / 41.54534°N,1.89519°E   | IPA-18695     | Església del Convent de les Escolàpies (Olesa de Montserrat) · Vegeu més fotos d'aquest monument · Carregueu una nova foto d'aquest monument  |
| Església parroquial de Santa Maria                                     |              | Obra popular XVII-XIX, XX (1956)                 | Olesa de Montserrat Pl. Nova                                                                         | 41° 32′ 44″ N, 1° 53′ 37″ E / 41.545661°N,1.893547°E | IPA-18696     | Església parroquial de Santa Maria (Olesa de Montserrat) · Vegeu més fotos d'aquest monument · Carregueu una nova foto d'aquest monument      |
| Carrer de Dalt                                                         |              | Obra popular Medieval                            | Olesa de Montserrat C. de Dalt                                                                       | 41° 32′ 45″ N, 1° 53′ 35″ E / 41.545886°N,1.893052°E | IPA-18701     | Carrer de Dalt (Olesa de Montserrat) · Vegeu més fotos d'aquest monument · Carregueu una nova foto d'aquest monument                          |
| Casa al carrer de l'Església                                           |              | Obra popular XVI                                 | Olesa de Montserrat C. de l'Església, 3 (enderrocada)                                                |                                                      | IPA-18703     | Carregueu una nova foto d'aquest monument |
| Capella de Santa Oliva                                                 |              | Obra popular XVIII                               | Olesa de Montserrat C. Santa Oliva                                                                   | 41° 32′ 50″ N, 1° 53′ 39″ E / 41.547102°N,1.894063°E | IPA-18704     | Capella de Santa Oliva (Olesa de Montserrat) · Vegeu més fotos d'aquest monument · Carregueu una nova foto d'aquest monument                  |
| Arc gòtic amb inscripció                                               |              | Gòtic XIV                                        | Olesa de Montserrat C. Arc de l'Església - c. de l'Església                                          | 41° 32′ 43″ N, 1° 53′ 38″ E / 41.545155°N,1.893892°E | IPA-18705     | Arc gòtic amb inscripció (Olesa de Montserrat) · Vegeu més fotos d'aquest monument · Carregueu una nova foto d'aquest monument                |
| Casa darrera l'església                                                |              | Noucentisme XX                                   | Olesa de Montserrat Darrera l'església (enderrocada)                                                 |                                                      | IPA-18706     | Carregueu una nova foto d'aquest monument |
| Antiga Fàbrica de Gas                                                  |              | Modernisme XX                                    | Olesa de Montserrat C. Santa Paula de Montal, davant convent Escolàpies (enderrocat)                 |                                                      | IPA-18707     | Carregueu una nova foto d'aquest monument |
| Diferents cases porxades                                               |              | Obra popular XVIII                               | Olesa de Montserrat Pl. de les Fonts                                                                 | 41° 32′ 42″ N, 1° 53′ 38″ E / 41.544993°N,1.893943°E | IPA-18708     | Diferents cases porxades (Olesa de Montserrat) · Vegeu més fotos d'aquest monument · Carregueu una nova foto d'aquest monument                |
| Font d'en Roure                                                        |              | Obra popular                                     | Olesa de Montserrat Pl. de la Font d'en Roure                                                        | 41° 32′ 46″ N, 1° 53′ 33″ E / 41.546075°N,1.892624°E | IPA-18709     | Font d'en Roure (Olesa de Montserrat) · Vegeu més fotos d'aquest monument · Carregueu una nova foto d'aquest monument                         |
| Capella de Sant Jaume de Castelló                                      | BCIL 2017    | Obra popular XV, XVI, XVIII                      | Olesa de Montserrat Mas de Sant Jaume                                                                | 41° 33′ 09″ N, 1° 55′ 38″ E / 41.552424°N,1.927234°E | IPA-18711     | Capella de Sant Jaume de Castelló (Olesa de Montserrat) · Vegeu més fotos d'aquest monument · Carregueu una nova foto d'aquest monument       |
| Mas de Sant Jaume                                                      |              | Obra popular XV                                  | Olesa de Montserrat Riera de Sant Jaume                                                              | 41° 33′ 08″ N, 1° 55′ 38″ E / 41.552117°N,1.927143°E | IPA-18712     | Mas de Sant Jaume (Olesa de Montserrat) · Vegeu més fotos d'aquest monument · Carregueu una nova foto d'aquest monument                       |
| Viaducte del Boixadell                                                 | BCIL 2017    | Obra popular XIX Mitjan                          | Olesa de Montserrat i Viladecavalls Ctra. Olesa-Vacarisses                                           | 41° 34′ 04″ N, 1° 55′ 21″ E / 41.567873°N,1.922525°E | IPA-28303     | Viaducte del Boixadell(Olesa de Montserrat i Viladecavalls) · Vegeu més fotos d'aquest monument · Carregueu una nova foto d'aquest monument   |
| Creu de Beca                                                           | BCIL 2017    | Obra popular XVI, XIX, XX                        | Olesa de Montserrat Partida dels Bruguerols, Pla del Fideuer                                         | 41° 33′ 25″ N, 1° 53′ 26″ E / 41.556972°N,1.890568°E | IPA-30851     | Creu de Beca (Olesa de Montserrat) · Vegeu més fotos d'aquest monument · Carregueu una nova foto d'aquest monument                            |
| Creu de Vilapou, del Calvari, de les Tres Creus o de la Punyalada      | BCIL 2021    | Obra popular                                     | Olesa de Montserrat Fragment en l'interior de l'església                                             | 41° 32′ 44″ N, 1° 53′ 37″ E / 41.545566°N,1.893501°E | IPA-30864     | Creu de Vilapou (Olesa de Montserrat) · Vegeu més fotos d'aquest monument · Carregueu una nova foto d'aquest monument                         |
| Conjunt d'enteixinats                                                  | BCIL 2017    | XVI                                              | Olesa de Montserrat                                                                                  |                                                      | IPA-45680     | Conjunt d'enteixinats (Olesa de Montserrat) · Vegeu més fotos d'aquest monument · Carregueu una nova foto d'aquest monument                   |
| Xemeneia del Vapor Cremat, Paños Margarit                              | BCIL 2017    | XIX                                              | Olesa de Montserrat                                                                                  | 41° 32′ 32″ N, 1° 53′ 03″ E / 41.542195°N,1.884296°E | IPA-45681     | Xemeneia del Vapor Cremat (Olesa de Montserrat) · Modifica el valor a Wikidata · Carregueu una nova foto d'aquest monument                    |
| Xemeneia de Cal Montané                                                | BCIL 2017    | XX                                               | Olesa de Montserrat C. Calvari, 61                                                                   | 41° 32′ 32″ N, 1° 53′ 56″ E / 41.542169°N,1.898816°E | IPA-45682     | Xemeneia de Cal Montané (Olesa de Montserrat) · Carregueu una nova foto d'aquest monument                                                     |
| Nau de Can Pons                                                        | BCIL 2017    | XX                                               | Olesa de Montserrat C. Calvari, 61                                                                   | 41° 32′ 32″ N, 1° 53′ 52″ E / 41.54218°N,1.89770°E   | IPA-45683     | Carregueu una nova foto d'aquest monument |
| Antigues naus de Can Montané                                           | BCIL 2017    | XIX                                              | Olesa de Montserrat C. Calvari, 61                                                                   | 41° 32′ 31″ N, 1° 53′ 52″ E / 41.541990°N,1.897856°E | IPA-45684     | Antigues naus de Can Montané (Olesa de Montserrat) · Carregueu una nova foto d'aquest monument                                                |
| Masia de Can Llimona                                                   | BCIL 2017    | Obra popular XII, XVII, XX                       | Olesa de Montserrat                                                                                  | 41° 33′ 18″ N, 1° 53′ 56″ E / 41.555073°N,1.898869°E | IPA-45685     | Masia de Can Llimona (Olesa de Montserrat) · Vegeu més fotos d'aquest monument · Carregueu una nova foto d'aquest monument                    |
| Xemeneia de la Fàbrica Vella del Molí, Josep Cuspineda                 | BCIL 2017    | XIX                                              | Olesa de Montserrat Polígon Càtex - Molí                                                             | 41° 32′ 10″ N, 1° 53′ 28″ E / 41.536134°N,1.891167°E | IPA-45686     | Carregueu una nova foto d'aquest monument |
| Fàbrica Vella del Molí                                                 | BCIL 2017    | XIX                                              | Olesa de Montserrat Polígon Càtex - Molí                                                             | 41° 32′ 10″ N, 1° 53′ 27″ E / 41.536093°N,1.890877°E | IPA-45687     | Carregueu una nova foto d'aquest monument |
| Dipòsit d'aigua                                                        | BCIL 2017    | XX                                               | Olesa de Montserrat C. Conflent                                                                      | 41° 33′ 03″ N, 1° 53′ 32″ E / 41.550695°N,1.892341°E | IPA-45688     | Dipòsit d'aigua (Olesa de Montserrat) · Carregueu una nova foto d'aquest monument                                                             |
| Cal Matas Blanxart                                                     | BCIL 2017    | XVII                                             | Olesa de Montserrat C. Creu Reial, 25                                                                | 41° 32′ 49″ N, 1° 53′ 39″ E / 41.546844°N,1.894165°E | IPA-45689     | Carregueu una nova foto d'aquest monument |
| Xemeneia de Cal Sánchez                                                | BCIL 2017    | XIX                                              | Olesa de Montserrat C. Margarida Biosca, 28                                                          | 41° 32′ 32″ N, 1° 53′ 56″ E / 41.542171°N,1.898813°E | IPA-45690     | Xemeneia de Cal Sánchez (Olesa de Montserrat) · Carregueu una nova foto d'aquest monument                                                     |
| Escorxador                                                             | BCIL 2017    | XIX                                              | Olesa de Montserrat C. Mossèn Cinto Verdaguer, 30                                                    | 41° 32′ 24″ N, 1° 53′ 44″ E / 41.540074°N,1.895524°E | IPA-45691     | Escorxador (Olesa de Montserrat) · Carregueu una nova foto d'aquest monument                                                                  |
| Xalets Gori                                                            | BCIL 2017    | Modernisme XX                                    | Olesa de Montserrat Parc municipal                                                                   | 41° 32′ 40″ N, 1° 53′ 29″ E / 41.544532°N,1.891263°E | IPA-45692     | Xalets Gori (Olesa de Montserrat) · Vegeu més fotos d'aquest monument · Carregueu una nova foto d'aquest monument                             |
| Teatre de la Passió                                                    | BCIL 2017    | XX                                               | Olesa de Montserrat Pl. de l'Oli                                                                     | 41° 32′ 34″ N, 1° 53′ 42″ E / 41.542643°N,1.895015°E | IPA-45693     | Teatre de la Passió (Olesa de Montserrat) · Vegeu més fotos d'aquest monument · Carregueu una nova foto d'aquest monument                     |
| Hospital Nou                                                           | BCIL 2017    | Noucentisme XX                                   | Olesa de Montserrat C. Colom - c. República Argentina                                                | 41° 32′ 31″ N, 1° 53′ 27″ E / 41.54199°N,1.89088°E   | IPA-45694     | Carregueu una nova foto d'aquest monument |
| Escoles Nacionals, Escoles Públiques, Escola Mare de Déu de Montserrat | BCIL 2017    | Noucentisme XX                                   | Olesa de Montserrat C. República Argentina, 34 - c. Colom - c. Metge Carreras - c. dels Ferrocarrils | 41° 32′ 31″ N, 1° 53′ 24″ E / 41.541882°N,1.890116°E | IPA-45695     | Escoles Nacionals (Olesa de Montserrat) · Carregueu una nova foto d'aquest monument                                                           |
| Pont de la Palanca, Pont del Gorg de la Presó                          | BCIL 2017    | Obra popular XIX                                 | Olesa de Montserrat Sobre el riu Llobregat, barri de la Flora                                        | 41° 32′ 47″ N, 1° 52′ 26″ E / 41.546490°N,1.873992°E | IPA-45696     | Pont de la Palanca (Olesa de Montserrat) · Modifica el valor a Wikidata · Carregueu una nova foto d'aquest monument                           |
| Conjunt de barraques de pedra seca olesanes                            | BCIL 2017    | XIX-XX                                           | Olesa de Montserrat                                                                                  |                                                      | IPA-49511     | Carregueu una nova foto d'aquest monument |
| Pou de la plaça Nova                                                   |              | Obra popular XIX                                 | Olesa de Montserrat Pl. Nova - c. Hospital                                                           | 41° 32′ 50″ N, 1° 53′ 39″ E / 41.54709°N,1.89404°E   | IPA-52866     | Carregueu una nova foto d'aquest monument |
| Portal de Santa Oliva                                                  | BCIL 2021    | Obra popular XVI-XX                              | Olesa de Montserrat C. de Santa Oliva                                                                | 41° 32′ 50″ N, 1° 53′ 39″ E / 41.54709°N,1.89404°E   | IPA-52870     | Portal de Santa Oliva (Olesa de Montserrat) · Carregueu una nova foto d'aquest monument                                                       |
| Muralles d'Olesa                                                       | BCIL 2021    | XI, XIV                                          | Olesa de Montserrat                                                                                  | 41° 32′ 41″ N, 1° 53′ 40″ E / 41.54463°N,1.89449°E   | IPA-52871     | Muralles d'Olesa (Olesa de Montserrat) · Carregueu una nova foto d'aquest monument                                                            |
| Casa del Prior Ramon de Vilaragut                                      | BCIL 2021    | Romànic XIII-XV                                  | Olesa de Montserrat C. de l'Església, 34                                                             | 41° 32′ 41″ N, 1° 53′ 40″ E / 41.54463°N,1.89449°E   | IPA-52872     | Carregueu una nova foto d'aquest monument |